# تغزل (شعر)
تغزل در شعر به ابیاتی می گویند که به تعداد ۵ تا ۱۵ بیت، در آغاز شعر مدحی (قصیده) قرار می‌گیرد و در آن از حالات عشق، وصف معشوق یا توصیف طبیعت سخن گفته می‌شود. استفاده از تغزل به این منظور صورت می‌گرفت که شعر مدحی، مانند غزل لطافت یابد و ممدوح به شنیدن آن اشتیاق بیشتری پیدا کند.